# Commanderie du Grand-Madieu
La commanderie du Grand-Madieu (ou du Grand Mas-Dieu) dite aussi commanderie Saint-Jean-Baptiste  est une commanderie hospitalière anciennement templière située au Grand-Madieu, en Charente, au nord-est d'Angoulême. Sa chapelle correspond à l'église paroissiale.

## Historique
Au cours du Moyen Âge, Le Grand-Madieu se trouvait, avec Cellefrouin, sur un itinéraire secondaire est-ouest fréquenté par les pèlerins qui allaient au sanctuaire de Saint-Jacques-de-Compostelle et aux reliques de saint Eutrope à Saintes.
En 1312, à la dissolution de l'ordre du Temple au concile de Vienne, la commanderie templière, comme la plupart des biens des Templiers, est passée aux Hospitaliers de l'ordre de Saint-Jean de Jérusalem.
Les commanderies du Petit-Madieu, dans la commune de Roumazières-Loubert et celle du Chambon, dans la commune de Saint-Maurice-des-Lions et le diocèse de Limoges, furent alors unies à celle du Grand-Madieu, située dans le diocèse d'Angoulême. En 1374-1375, les comptes du receveur pour le grand prieuré d'Auvergne mentionnent le « preceptor Mansorum Dey », à savoir le commandeur des Maisons-Dieu. L'ensemble a formé une importante commanderie, qui dès le XVIe siècle avait le titre de châtellenie, en Angoumois. Louis Augustin Vayssière mentionne également un troisième membre dit de Saint-Jean-de-Treim dans la baronnie d'Aixe.
Le commandeur logeait au Grand-Madieu. Au XVIe siècle, il nommait un sénéchal et un procureur fiscal pour l'exercice de sa justice.
La commanderie possédait des terres, et un champ au sud du village est encore appelé La Commanderie. Elle possédait aussi une bachellerie, qui procédait à l'entretien des routes, nombreuses dans ce secteur. 
Une maladrerie, dépendant de l'évêché et tenue par les Hospitaliers, dans les environs immédiats de la commanderie, est aussi citée par l'abbé Nanglard, mais aucune trace n'en a été retrouvée. 
Il est à noter que, concernant l'époque templière, Trudon des Ormes ne mentionne que le Mas-Dieu de Loubert, c'est-à-dire le Petit-Madieu.
Le dernier commandeur est en 1790 Thomas Rigaud de Sérézin, chevalier. Ses revenus, y compris le moulin de Parzac et les terres du Temple à Saint-Laurent-de-Céris s'élèvent alors à 4 600 livres.

## Description
La chapelle de la commanderie a probablement commune à la paroisse, et c'est l'actuelle église paroissiale Saint-Jean Baptiste. Elle a été bâtie à la fin du XIIe siècle. 
Les dimensions sont comme celles des autres chapelles templières de l'Angoumois : rectangle de 19 mètres de long sur 7 mètres de large. Le chevet plat du chœur est percé par un triplet caractéristique, dont la baie centrale est plus haute, comme à Coulonges. 
Au XVe siècle, la voûte a été modifiée pour supporter un clocher rectangulaire, ce qui est assez unique pour une ancienne église templière, mais confirme qu'elle a été paroissiale très tôt. Les baies ont été murées pour la pose d'un autel baroque, qui a aussi recouvert des fresques, mais le tout a été dégagé par la suite. 
Le portail est richement décoré par un cordon sculpté, mais ses colonnes latérales ont disparu.  Une haute baie étroite perce la façade.
Le mur nord était aussi percé d'une petite porte qui permettait d'accéder au logis.
L'église Saint-Jean Baptiste a été inscrite aux monuments historiques le 12 octobre 1973.
Des bâtiments de l'ancienne commanderie, il ne reste qu'une vieille maison flanquée d'une tour, qui était le logis du commandeur, construit sur des caves voûtées sur ogives, et qui s'appuie par une porte en ogive sur le mur latéral nord de l'église. Ce bâtiment à accès privé est actuellement en ruines.

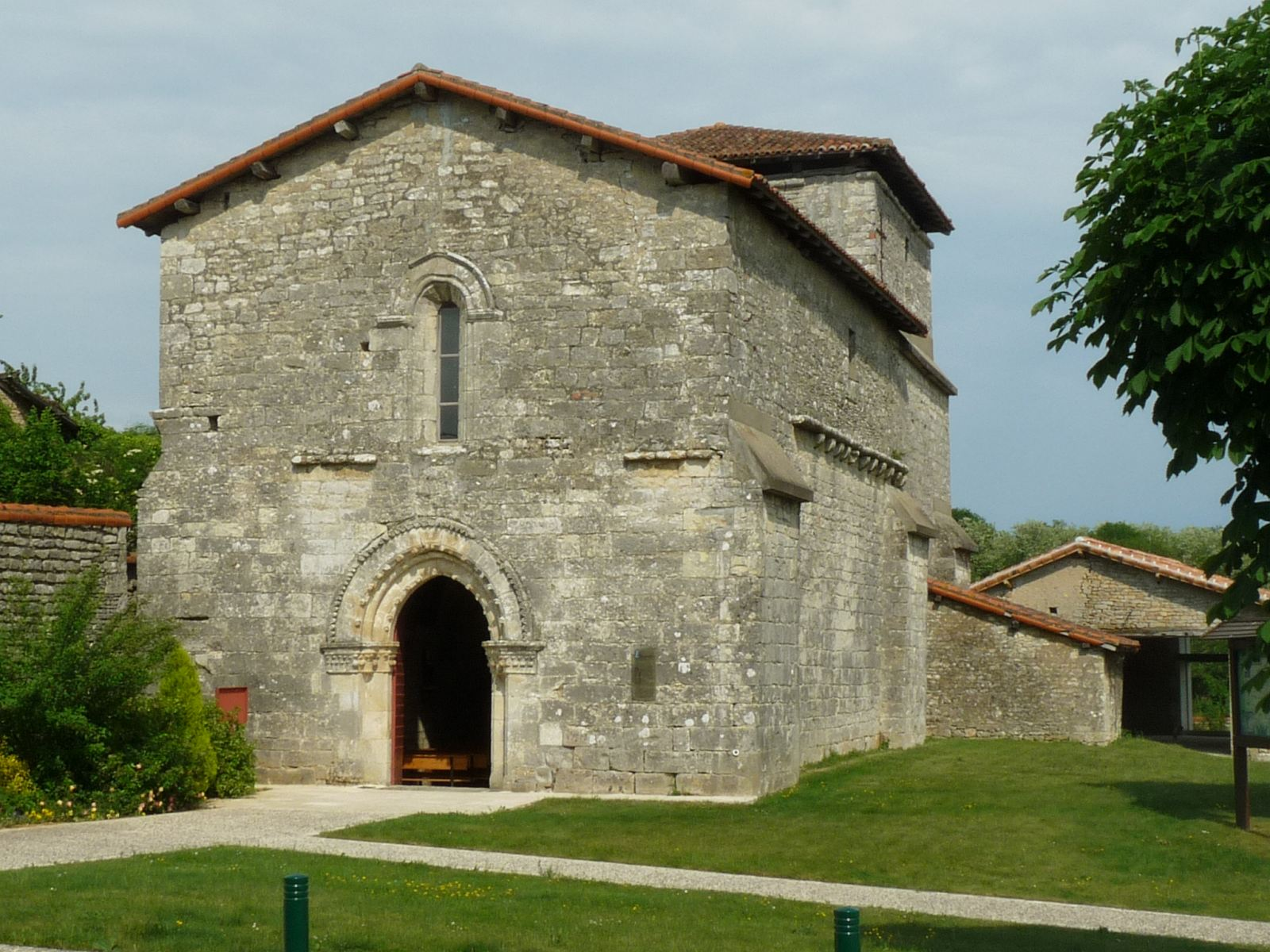
Vue générale. L'ancien logis était derrière à gauche.
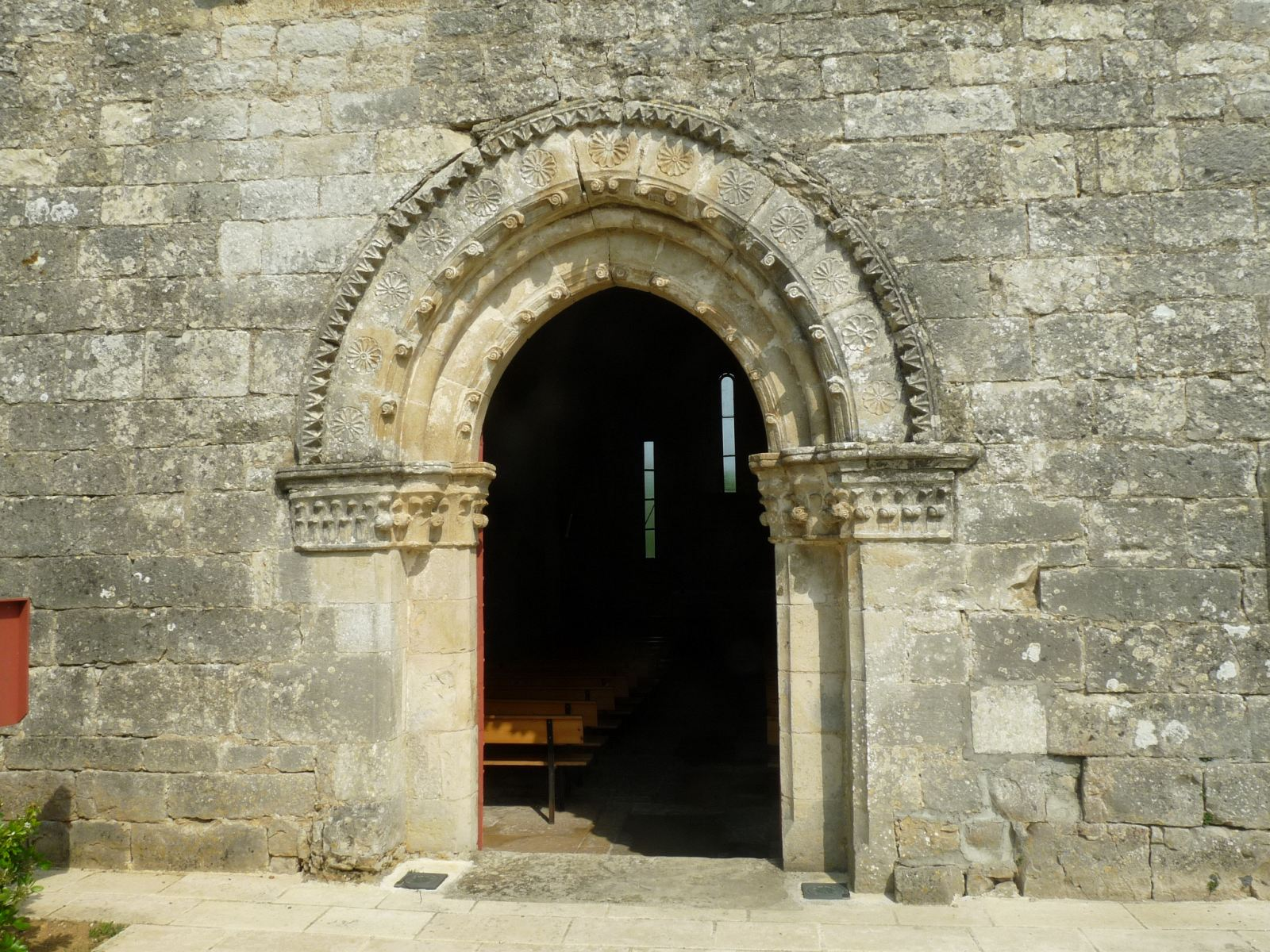
Le portail de l'église
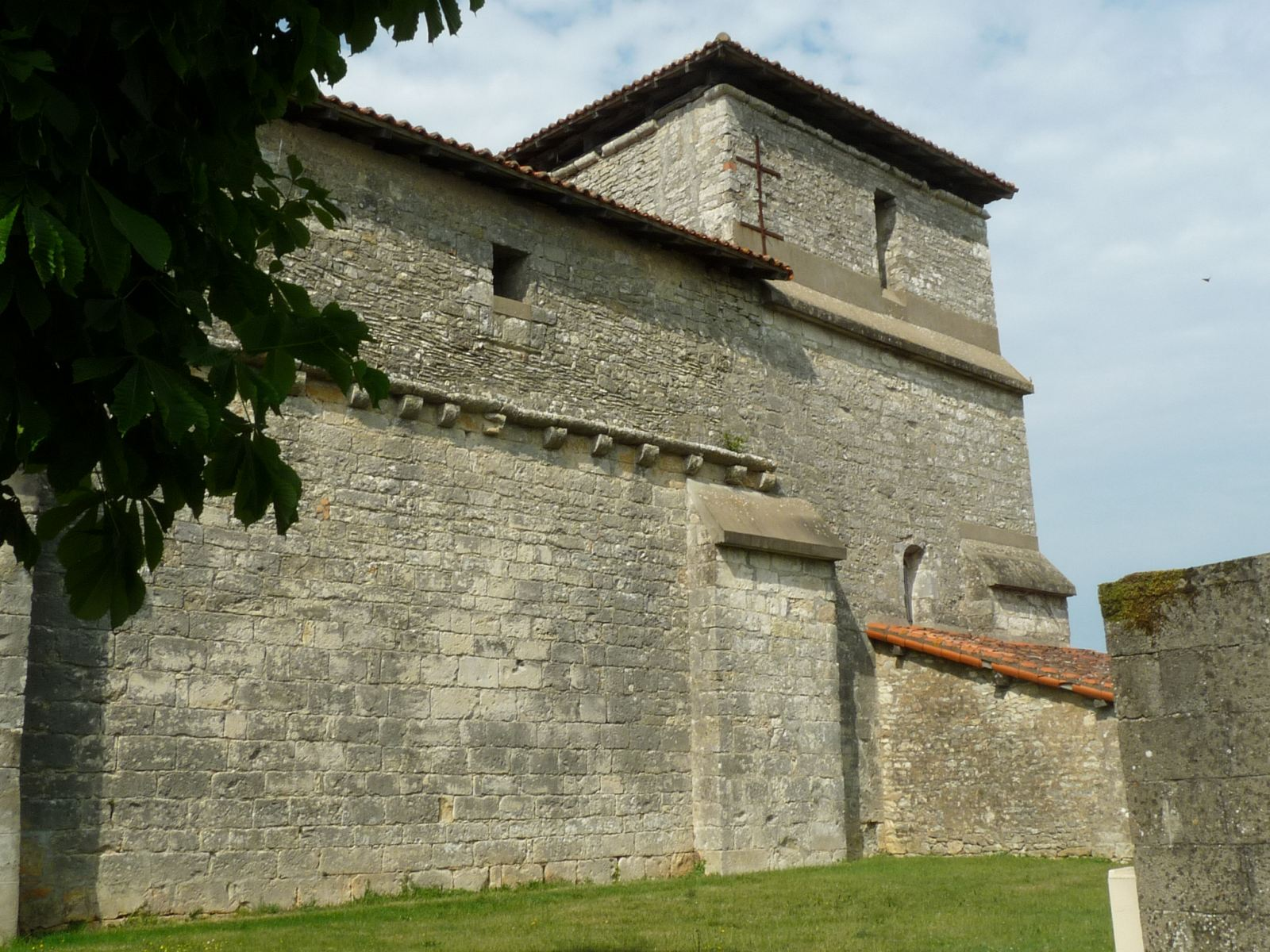
La façade latérale et le clocher
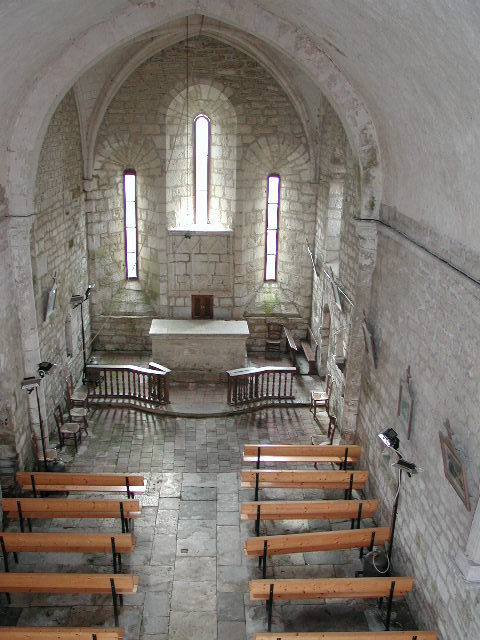
La nef et le chœur, qu'éclaire le triplet caractéristique.
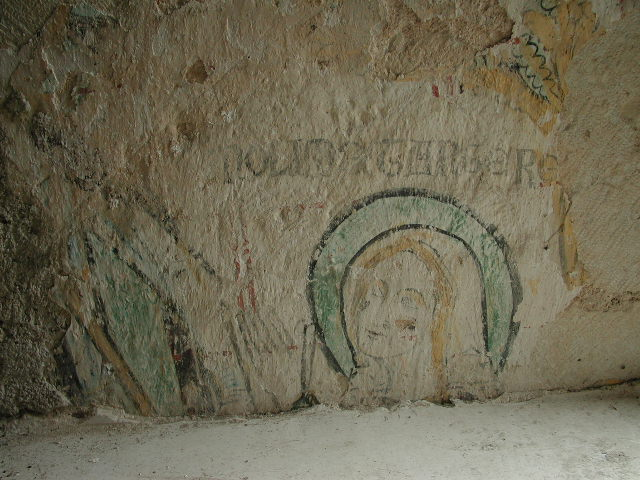
Fresques au-dessus de l'autel

## Commandeurs hospitaliers
- Philippe de La Trolière (1681), commandeur du Grand et Petit Madieu en Poitou
- Balthazar-Etienne de Chavaignac (1691)
- Claude-François, comte de Lescheraine (1735)
- François-Jacques de Montjouant (1751-1758)
- M. de Briançon (c.1774)